# Icerya imperatae
Icerya imperatae är en insektsart som beskrevs av Rao 1951. Icerya imperatae ingår i släktet Icerya och familjen pärlsköldlöss.
Artens utbredningsområde är Filippinerna. Inga underarter finns listade i Catalogue of Life.